# Lion-devant-Dun
Pour les articles homonymes, voir Lion (homonymie) et Dun.
Lion-devant-Dun est une commune française située dans le département de la Meuse, en région Grand Est.

## Géographie

### Localisation
Le village de Lion-devant-Dun est situé sur la rive droite de la Meuse, dans la vaste plaine de Basse-Woëvre et de Mouzay (ou Mouza en patois) à peu de distance d'une hauteur isolée : la côte Saint-Germain ou Mont-Saint-Germain.

#### Communes limitrophes
| Sassey-sur-Meuse | Sassey-sur-Meuse |         |
| Milly-sur-Bradon | Lion-devant-Dun  | Murvaux |
| Milly-sur-Bradon | Milly-sur-Bradon | Murvaux |

### Géologie et relief
Le territoire de la commune de Lion est très fertile, et bien proportionné[Quoi ?], au pied de la Côte Saint-Germain. Une vaste prairie et une plaine immense qui s'étend sur quatre kilomètres en profondeur font la richesse du pays qui est essentiellement agricole.
La superficie de la commune est de 1 551 hectares ; son altitude varie entre 171 et 340 mètres.
En 1960, la commune comptait 150 lieux-dits pour 3 048 parcelles. Le vignoble, lui, comprenait 55 hectares pour 20 lieux-dits et 650 parcelles.

### Hydrographie
La commune est dans le bassin versant de la Meuse au sein du bassin Rhin-Meuse. Elle est drainée par le ruisseau le Laison et le ruisseau de la Fontaine,.

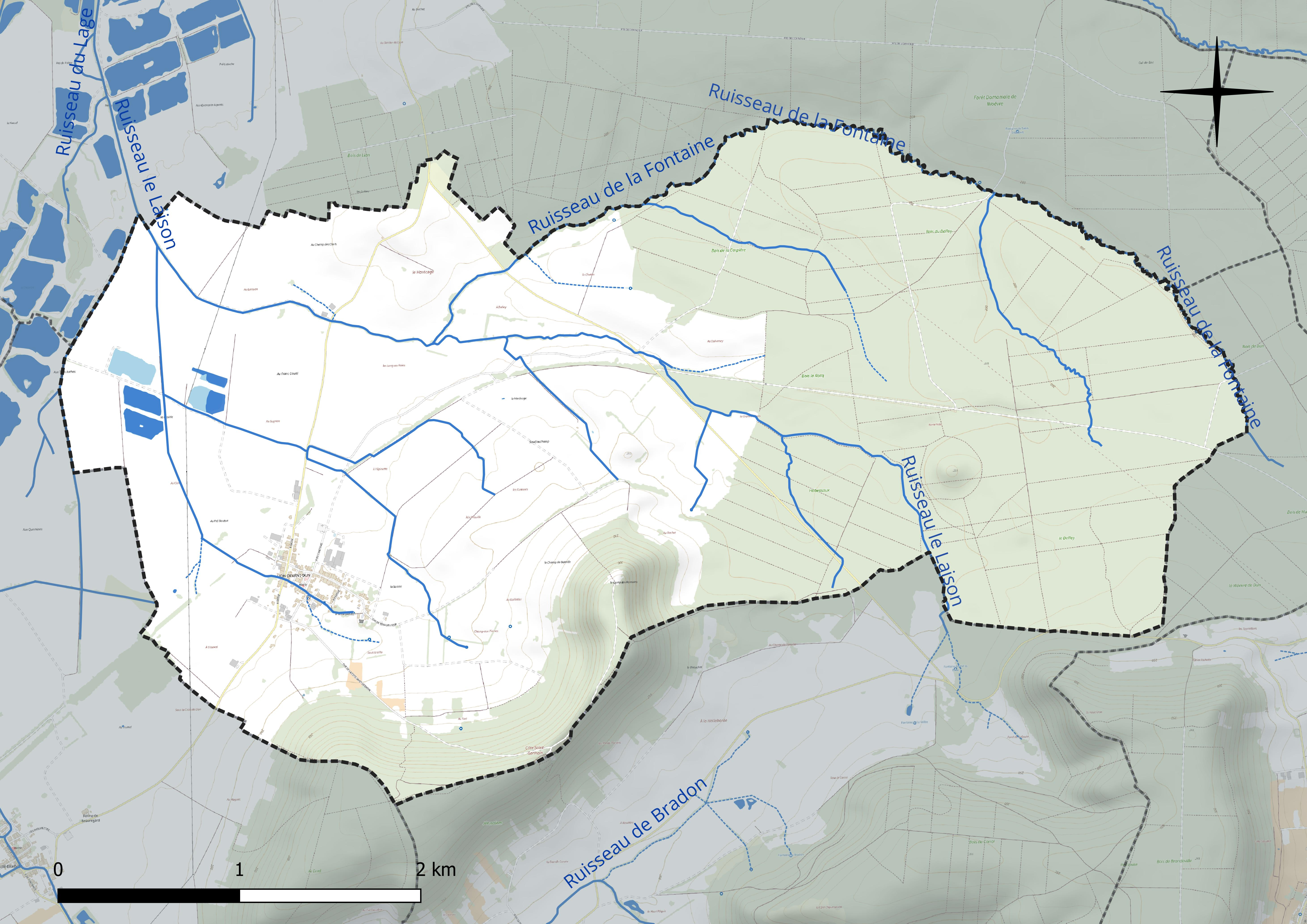
Réseau hydrographique de Lion-devant-Dun.

### Climat
Pour des articles plus généraux, voir Climat du Grand Est et Climat de la Meuse.
En 2010, le climat de la commune est de type climat de montagne, selon une étude du Centre national de la recherche scientifique s'appuyant sur une série de données couvrant la période 1971-2000. En 2020, Météo-France publie une typologie des climats de la France métropolitaine dans laquelle la commune est exposée à un climat océanique altéré et est dans la région climatique  Lorraine, plateau de Langres, Morvan, caractérisée par un hiver rude (1,5 °C), des vents modérés et des brouillards fréquents en automne et hiver.
Pour la période 1971-2000, la température annuelle moyenne est de 9,9 °C, avec une amplitude thermique annuelle de 16,2 °C. Le cumul annuel moyen de précipitations est de 930 mm, avec 13,9 jours de précipitations en janvier et 9,6 jours en juillet. Pour la période 1991-2020, la température moyenne annuelle observée sur la station météorologique de Météo-France la plus proche, « Mouzay », sur la commune de Mouzay à 6 km à vol d'oiseau, est de 10,6 °C et le cumul annuel moyen de précipitations est de 789,5 mm. 
La température maximale relevée sur cette station est de 40,4 °C, atteinte le 24 juillet 2019 ; la température minimale est de −15,3 °C, atteinte le 20 décembre 2009,,.
Les paramètres climatiques de la commune ont été estimés pour le milieu du siècle (2041-2070) selon différents scénarios d'émission de gaz à effet de serre à partir des nouvelles projections climatiques de référence DRIAS-2020. Ils sont consultables sur un site dédié publié par Météo-France en novembre 2022.

## Urbanisme

### Typologie
Au 1er janvier 2024, Lion-devant-Dun est catégorisée commune rurale à habitat dispersé, selon la nouvelle grille communale de densité à sept niveaux définie par l'Insee en 2022.
Elle est située hors unité urbaine et hors attraction des villes,.

### Occupation des sols
L'occupation des sols de la commune, telle qu'elle ressort de la base de données européenne d’occupation biophysique des sols Corine Land Cover (CLC), est marquée par l'importance des territoires agricoles (49,9 % en 2018), une proportion identique à celle de 1990 (49,9 %). La répartition détaillée en 2018 est la suivante : 
forêts (48 %), prairies (36,9 %), terres arables (12,9 %), zones urbanisées (1,9 %), eaux continentales (0,2 %), milieux à végétation arbustive et/ou herbacée (0,1 %). L'évolution de l’occupation des sols de la commune et de ses infrastructures peut être observée sur les différentes représentations cartographiques du territoire : la carte de Cassini (XVIIIe siècle), la carte d'état-major (1820-1866) et les cartes ou photos aériennes de l'IGN pour la période actuelle (1950 à aujourd'hui).

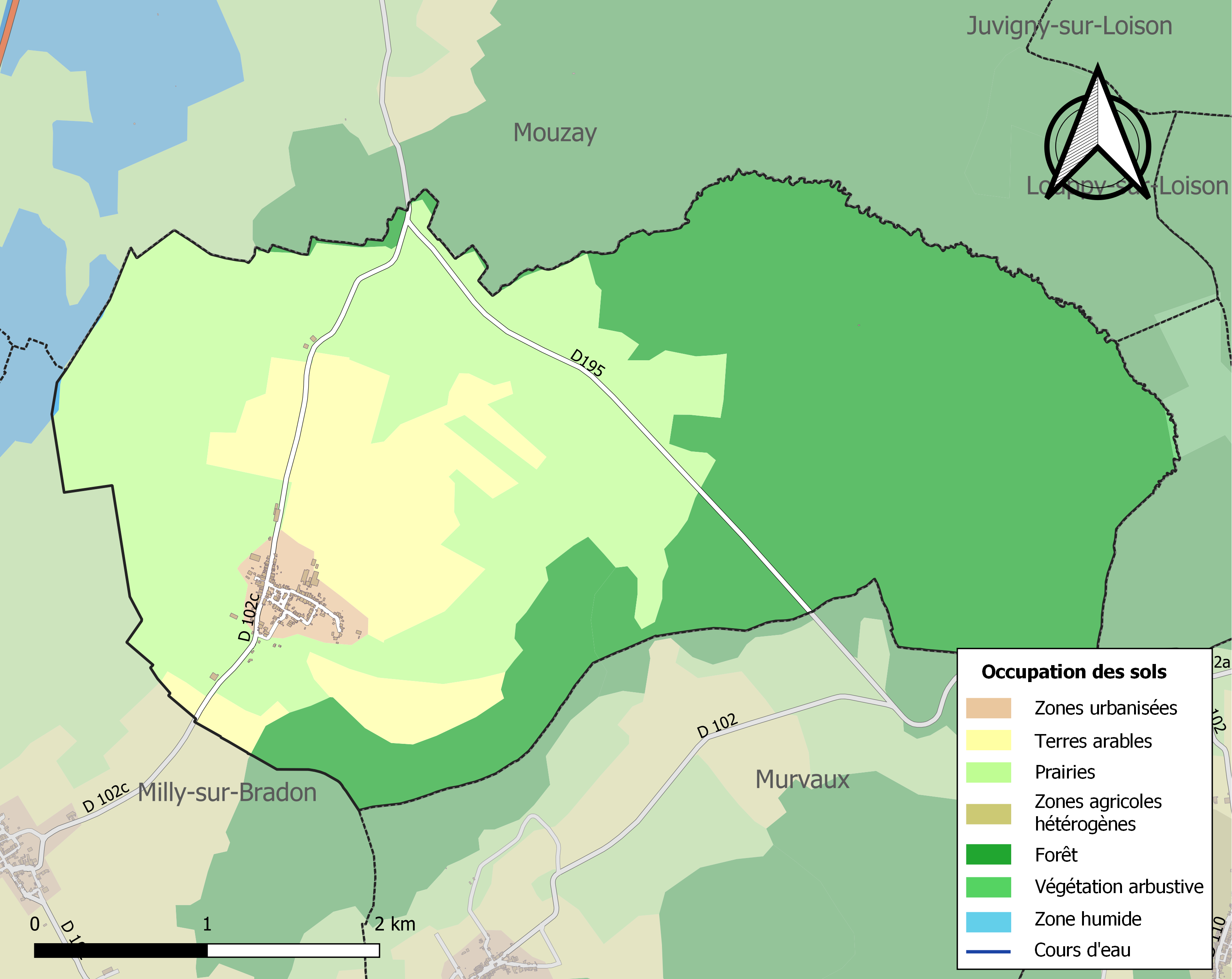
Carte des infrastructures et de l'occupation des sols de la commune en 2018 (CLC).

### Logement
En 2009, le nombre total de logements dans la commune était de 101, alors qu'il était de 89 en 1999.
Parmi ces logements, 75,7 % étaient des résidences principales, 15,96 % des résidences secondaires et 8,4 % des logements vacants. Ces logements étaient pour 97,9 % d'entre eux des maisons individuelles et pour 2,1 % des appartements.
La proportion des résidences principales, propriétés de leurs occupants était de 80,6 %, en légère hausse par rapport à 1999 (78,3 %).

## Toponymie
Ad Leones (866) ; A Leone Montefalconis (Xe siècle) ; Lions (1139) ; Alodium de Lions (1179) ; Lyon (1469) ; Leo (1549) ; Lion (1656).
Lion-devant-Dun est à l'est de Dun-sur-Meuse.

## Histoire
Avant 1790, Lion-devant-Dun faisait partie du Barrois lorrain, puis du Clermontois (coutume de Luxembourg-Chiny, puis de Saint-Mihiel). Et était rattaché au diocèse de Reims.
L'histoire de la commune a été étudiée par Oscar Forget, secrétaire de mairie, et fait l'objet du cahier Histoire de Lion-devant-Dun et de notes, dont est issu l'historique ci-dessous.

### Le village de Lion
En l'an 1760, le village comprenait 184 feux, ou ménages, pour une population de 780 habitants, de nombreuses familles de huit et dix enfants, et même en 1820, une famille de dix-sept enfants. À dater de 1860, la population a une décroissance énorme : en 1852, le nombre des habitants est descendu à 204 et 72 feux : cette décroissance est due à plusieurs causes : en particulier l'épidémie de choléra, en 1854, faisant cinquante-trois victimes.
La Côte-Saint-Germain était flanquée de 55 hectares de vignes qui faisaient vivre la nombreuse population de l'époque. En 1860, le phylloxéra a détruit totalement ces cultures. Le village connut alors un exode important.
En 1960, la population communale est remontée à 238 habitants. Les enfants d'âge scolaire sont au nombre de 48. Le village n'a plus d'école.

### Description et origine de Lion
Ses origines se perdent dans la nuit des temps. Les Gaulois rebelles de la Lyonnaise furent amenés, dit-on, par les Romains au pied de leur camp d'Arimont.
Ces Lètes ou cultivateurs se groupent autour du : « SACELLUM : petit temple des soldats ». Telle serait l'origine de Lion.
Le village possède un château restauré vers l'an 1700. Le pape Eugène III, allant de Verdun à Trèves, en compagnie de saint Bernard, s'arrêta le 22 novembre 1147. C'est de là qu'il data sa deux cent quarantième lettre, adressée aux religieux de Saint-Augustin dans le diocèse de Thérouane.
Au mois d'août 1251, Lion-devant-Dun fut affranchi à la loi de Beaumont par Gobert V de Dun, et VII d'Apremont, Julienne de Rosoy, sa mère, et Richard, sire de Poivrille, et Richier, son fils.
Dans les temps modernes, Lion-devant-Dun passe du Barrois lorrain au Clermontois. Le village avait auparavant le titre de baronnie, et suivait la coutume de Luxembourg, Chiny, puis de Saint-Mihiel.
Sur le territoire de la commune, se trouve un endroit dénommé « la vieille Meuse », ce lieu et la tradition s'accordent pour prouver que la Meuse passait à cet endroit et qu'elle a changé son cours.
Le Mont Saint-Germain, anciennement Arimont, forme un immense arc de circonférence, et est complètement isolé du massif des Côtes de la Meuse, dont il forme la dernière avancée au côté septentrional, 350 mètres d'altitude du haut de la côte à la plaine qui s'étend à sa base. On constate une différence de 170 mètres, c'est l'escarpement le plus élevé et le plus considérable qui existe dans tout le département, le sommet, le sommet de la pointe Nord est un observatoire superbe d'où l'on découvre toute la forêt de la Woëvre, Stenay, Montmedy, Saint-Walfroy, et le cimetière de Marville.
La position élevée du Mont Saint-Germain, à proximité d'un fleuve, en face d'une plaine immense, et les pentes escarpées rendant bien difficile l'accès du plateau qui couronne la hauteur, firent choisir cette montagne par les romains, pour y établir un Camp permanent, un double retranchement, « les multi » subsistent encore. Sur cet emplacement, on y découvre diverses antiquités, médailles, armes, tombeaux, ossements et des restes de constructions.
Dans la contrée, appelée Voie Romaine, on a également découvert des traces d'anciennes habitations : certains archéologues pensent qu'en cet endroit a pu exister le camp de Woëvre, renfermant une chapelle basilique dédiée à saint Martin, où fut livré en 588, le combat qui mit fin à la conjuration des quatre ducs Ostraciens contre Brunehilde, épouse de Sigebert 1er, roi d'Austrasie, fort instruite, d'une intelligence remarquable, a tenu une grand place dans l'histoire, a pris une part très active aux affaires d'Austrasie. Tombée au pouvoir de sa rivale Frédégonde et de son fils Clotaire II, ils firent condamner à une mort atroce en l'an 613.
On pourrait peut être faire un rapprochement d'histoire avec le lieu historique le champ de bataille, ancien emplacement supposé camp de Woëvre, situé sur l'ancienne voie romaine, et à côté de la forêt de Woëvre et du lieu cadastré la Ruelle des Soldats, à 200 m.
En l'an 872, au temps de Charles le Chauve, roi de France, il se trouvait sur une hauteur, une église à côté du Châtelet, appelé Castel d'Adrien, ce lieu dépendait de Montfaucon. Le cimetière était au nord du camp à côté d'un ermitage ; on s'y rendait à la Saint-Germain, à un pèlerinage foire, fêté le 31 juillet ; le tout a disparu à la mort de l'ermite en 1780. Un calvaire a remplacé l'ermitage.
Au XVIIIe siècle, la côte Saint-Germain était couverte de bois dans sa partie sud-ouest ; aujourd'hui, sa superficie est nue ; ses flancs étaient couverts de vignes jusqu'aux deux tiers de sa hauteur, le phylloxéra, en 1860, a détruit ce vignoble.
La roche corallienne, qui constitue le haut de la côte Saint-Germain, renferme en abondance des polypiers ; il en a été envoyé dans tous les cabinets de France et dans plusieurs cabinets étrangers, on cite une pétrification de serpent, des plus rares et des plus curieuses.
On exploité sur la côte Saint-Germain des carrières qui renferment une pierre très dure, dont on s'est servi pour la construction des bâtiments communaux ; il reste comme vestige sur la côte, un blog de trois mètres cubes.

### Le village de Lion, il y a deux cents ans
Le village est construit d'une façon particulière, toutes les maisons en profondeur, c'est-à-dire que dans toutes, il y a avait une chambre noire que les anciens appelaient « borgne » ou « bougne », en patois, qui aurait pu aussi bien se nommer « aveugle ».
C'est ainsi que dans la rue Basse, il y avait une maison pour trois ménages ; le premier logement sur la rue avait une fenêtre, celui du fond donnant sur le jardin, en avait une également ; quant au locataire du milieu, plongé jour et nuit dans l'obscurité la plus complète, il était obligé de s'éclaire au moyen d'un lumignon, lampe à huile de l'époque.
En 1780, le village comprenait 184 feux ou ménages, pour une population de 780 habitants.
L'alimentation en eau était faite au moyen de puits communaux au nombre de douze, un ou deux par quartiers, suivant la population. L’eau était tirée au moyen d’un treuil aménagé d’une chaîne munie d’un crochet à ressort pour y accrocher le seau de bois fait par le tonnelier du village ; la chaîne était entretenue et remplacée par les usagers ; ce qui provoquait de petites scènes de responsabilité. Il y avait également deux fours banaux, deux lavoirs et un gué.
Le village est desservi depuis des temps ancestraux par douze kilomètres de chemins vicinaux et ruraux, à entretenir sur le modeste budget vicinal ce qui représente une lourde charge pour la commune ; cependant, les conseillers municipaux et leurs collaborateurs immédiats qui se sont succédé jusqu’à ce jour, malgré tous leurs efforts et appuis n’ont jamais pu obtenir le classement des chemins, même pas de l’artère principale, route commerciale, de Verdun, Dun, Lion, Stenay, Montmédy, Sedan. Au nom cadastré « le chemin de Renaudloup », d’une longueur de deux kilomètres d’empierrement, fut construit en 1750 par les prestataires de l’époque ; le transport de la pierre fut assuré à la hotte. Ne pouvant s’acquitter du paiement de leur corvée ou « crouaie » (en patois) de la somme de cinq francs, ils s’en acquittèrent en nature, la pierre était extraite des carrières de Saint-Germain d’une distance de plus d’un kilomètre.
Tous les ans, vers le début de novembre, il existait une coutume ancienne : la visite de contrôle du ramonage des Fours et Cheminées, faite en même temps et le même jour que la collecte de secours, en cas d’incendie. Cette collecte était faite à domicile par le maire, M. le curé, et l’adjoint qui tenait la bourse et un registre pour y recueillir et y inscrire les noms et les sommes versées, ainsi que le garde champêtre en tenue pour la visite, et verbaliser d’il y avait lieu, la non-exécution du ramonage, suivant l’annonce de l’avertissement, faite huit jours à l’avance. A existé jusqu'à l’an 1890. La culture des terres ainsi que l’artisanat, occupait la majeure partie des habitants du village.
Il y avait également à cette époque une quantité de savetiers qui, au printemps, partaient faire campagne à la savate, crier soulier à refaire, dans les pays d’industrie : le Nord de la France et la Belgique. Rentraient en fin d’année, dans le courant de novembre, rapportant à leurs familles leurs économies, faites de privations, de frugalité et de mendicité. Dans ces familles régnaient une certaine aisance.

### Les cultures et coutumes anciennes
La création de pâtures dans les terrains médiocres a permis de constituer un beau cheptel bovin, comparé à celui qui existait de 1800 à 1900. En effet, alors qu'à cette époque, il comptait 300 têtes, il est passé, en 1960, à 900 têtes, et en 1964, à 1 100 têtes de bovins. C'est un effet du remembrement du territoire fait en 1960. Le lait et la viande sont des revenus appréciables et même importants : il est fourni, tous les jours, 3 000 litres de lait à la laiterie Fromest de Cléry-le-Petit.
Le remembrement, la culture mécanique et les engrais vont bouleverser totalement les anciens procédés, amener un plus grand rendement et résorber les hectares restés en friche. Le territoire se prête à des cultures spéciales : le textile et les oléagineux, qui en de temps éloignés, vers l'an 1750, faisaient partie et jouaient le rôle dans l’économie domestique des habitants. C'était la culture du chanvre, du lin et des oléagineux tels que : navette, colza, œillette et cameline. Les parties du territoire propres à ces cultures étaient cadastrées : lieux-dits les Chanvrières et la Pièce de Lin. Pour la première, les terres étaient noires, très fortes, un peu humides. Pour la seconde ; terres faciles à travailler, situées près du village. Leurs propriétaires ne pouvaient être que des "riches" suivant le dicton ancien.
La culture des oléagineux faisait aussi partie de l'économie domestique, la navette, le colza et l'œillette, huile très bonne à la consommation, avec l'avantage, comme c'était le cas, d'avoir sur place le fabricant d'huile, dont les anciens se rappellent l'énorme meule pour écraser les graines, la chaudière, et le pressoir pour la fabrication.
Les ancêtres, très économes, vivaient de peu, que ce soit nourriture ou vêtements. Ils tiraient parti de tous les produits, que ce soit de la terre ou produits naturels. Lors de la fête patronale, les familles, se réjouissaient de pouvoir manger une bonne soupe à la viande de bœuf, ce seul jour de l'année, pendant l'époque de 1700 à 1880.

### Le vignoble de Lion de l'an 1700 à l'an 1800
Le vignoble était situé sur le flanc gauche de la Côte Saint-Germain jusqu'aux deux tiers de sa hauteur. Il avait une superficie de 55 hectares et était l'une des principales ressources du village, il faisait vivre la nombreuse population de l'époque et était une branche de l'artisanat. La culture de la vigne demandait beaucoup de travail et de main-d'œuvre. Deux appellations d'origines connues était renommées. C'était les vins de Saint-Germain et du Champ aux Pierres. Le cépage était le pinot, à fruits noirs, peu résistante aux maladies de la vigne mais appréciée pour son vin. La vendange se faisait courant septembre, une fête de gaieté et de réjouissance, suivie du bal des vendanges.

### Avantage forestier de Lion-devant-Dun
Vers l'an 1700, le seigneur prince de Condé et ses descendants possédaient la majeure partie de la forêt de la Woêvre. À leur décès, une partie de la forêt passe au duc d'Aumale, il est fait don aux habitants de Lion de 205 hectares de forêt, composé de 25 coupons, dont un coupon est façonnée tous les ans en bois de chauffage et distribué par lots d'affouage. À dater de 1955, le partage est fait sur pied et façonné par l'affouagiste lui-même. Il est aussi fait don à la commune de 60 hectares de forêts, composé de douze coupons, vendus tous les trois ou quatre ans suivant les besoins budgétaires de la commune. Chaque famille conservait soigneusement son lot de planches de beau chêne à maillure, destiné au menuisier du village pour l'ameublement des enfants à leur mariage, et aussi réserve pour les cas funèbres. En reconnaissance envers le seigneur prince de Condé, le garde de monseigneur Ponce Mannuy, décédé à l'âge de quarante-sept ans a été inhumé le 28 octobre 1700, dans l'église Saint-Maur de Lion.

### Les fermes de La Tuilerie et de Balaye
En l'an 1700, il existait deux fermes : la Tuilerie et la ferme de Balaye, à l'écart de Lion, distante de trois kilomètres. Les vestiges de la ferme de la Tuilerie indiquent qu'elle date d'une époque plus ancienne, certainement lors de la construction du village de Lion ; des fosses profondes disséminées sur une étendue de plus de six hectares nous donnent une preuve de la grande fabrication de tuiles destinées à la couverture des maisons du village à sa création. Cette ferme, ainsi que la ferme de Balaye, étaient desservies par la voie larmeuse. À côté de cette voie, on voit encore aujourd'hui les vestiges de l'étang que la route départementale a coupé.

### L'église de Lion

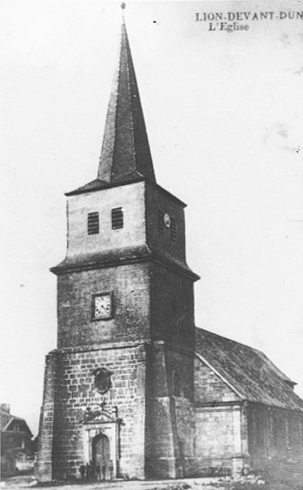
Carte postale : église de Lion (avant incendie).

En 1706, l'église comprenait la nef et le chœur. L'église est très vaste vu la population ancienne de la paroisse. En tête de la magnifique porte d'entrée est inscrit DOMUS DEI, le chœur est doté de riches sculptures classées, son plafond est orné de peintures artistiques, dont le tableau représente le paradis, le purgatoire et l'enfer. Dans le transept, sous la voûte, la poutre de gloire ornée à droite et à gauche de statues anciennes, de sainte Marie-Madeleine et de sainte Anne, et, au Centre, le Christ, avec la poutre de gloire. On trouve encore une statue de saint Maur classée, une chaire sculptée et classée, un saillon classé, relique provenant de l'ermitage de Saint-Germain.
La tour de l'église fut construite en 1766, soixante ans après l'église, suivant les ressources communales, par les frères Médar, entrepreneurs de maçonnerie à Lion, la pierre provient des carrières de Saint-Germain, pierre très dure, extraite par MM. Hazard, carriers à Lion. Son style est roman, appuyé de contreforts ; au-dessus de la porte d'entrée de la tour est inscrit, dans un médaillon entouré d'anges, gravés dans la pierre : ANNO DOMINI MDCCLXVI.
De l'an 1700 à 1854, un cimetière était attaché à l'église et portait le nom de cimetière Saint-Maur. En 1854, lors de l'épidémie de choléra, un nouveau cimetière fut créé, à environ 250 mètres de l'église et porte le nom du premier enterré : cimetière Saint-Claude. La porte d'entrée fut façonnée par M. Petitpas, serrurier d'art à Lion ; en tête l'inscription "Porta Vitae", ornée à droite et à gauche de deux marronniers séculaires, plantés en 1859. Le nombre des enterrés en 1960 est de 984. Sur l'emplacement de l'ancien cimetière Saint-Maur, le conseil municipal de 1892, pour le respect du lieu et des 2 274 ancêtres enterrés, a fait planter des tilleuls et a entouré cette place sacrée. Le monument des enfants de la commune, morts au champ d'honneur dans la guerre de 1914-1918, glorifie cette nécropole.
Le clocher a été incendié par la foudre le 17 avril 1945, Sa réédification totale, terminée en 1950, a coûté à la commune avec ses cloches, l'horloge et le paratonnerre et aussi l’électrification de la sonnerie des cloches, la somme de quatre millions ; la commune n'a touché de l'assurance que la somme de deux dent trente-cinq mille francs.
L'ancien clocher, la tour était surmontée d'une flèche clocher effilé.

### Le château de Lion

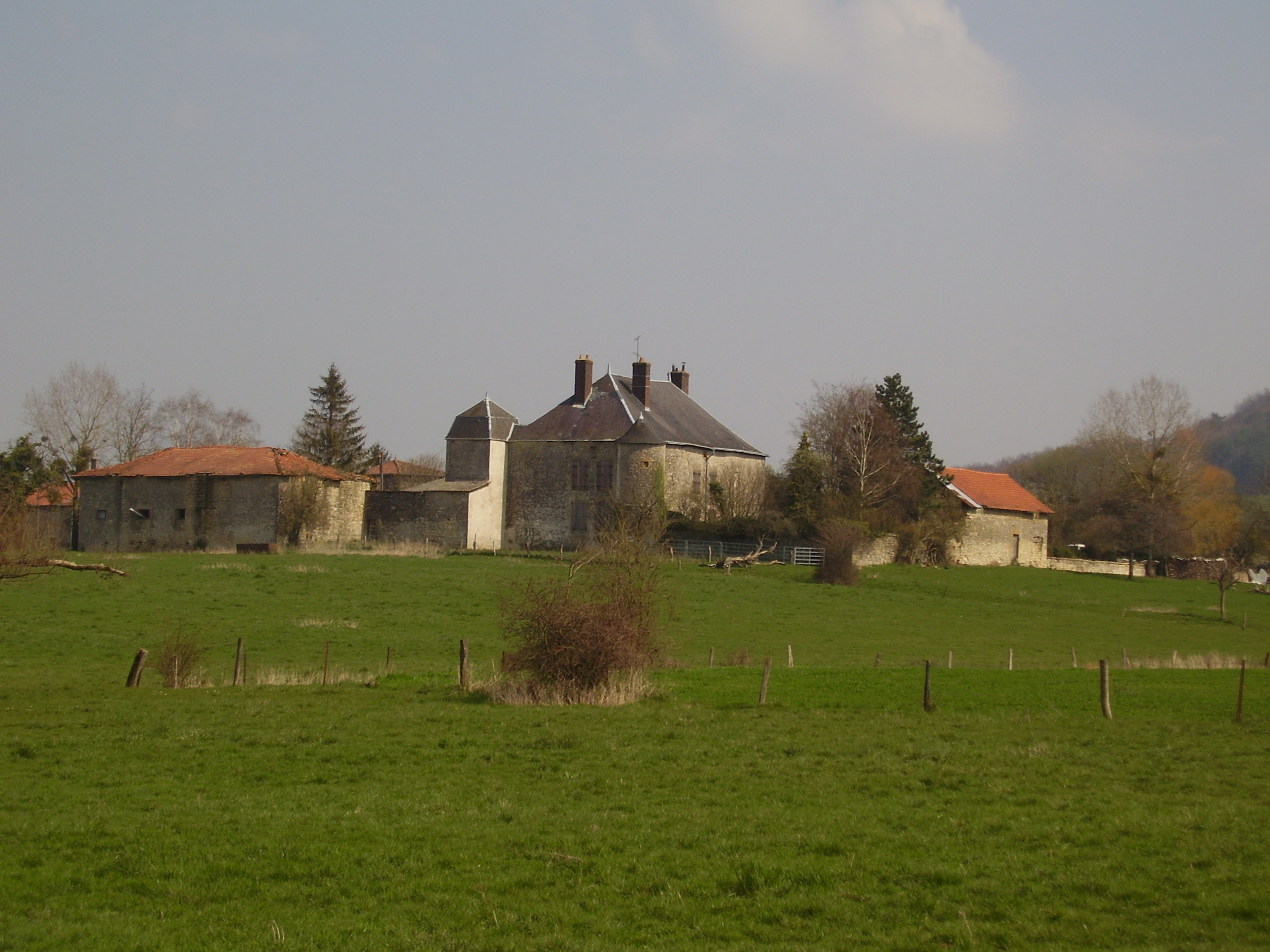
Château de Lion en 2007.

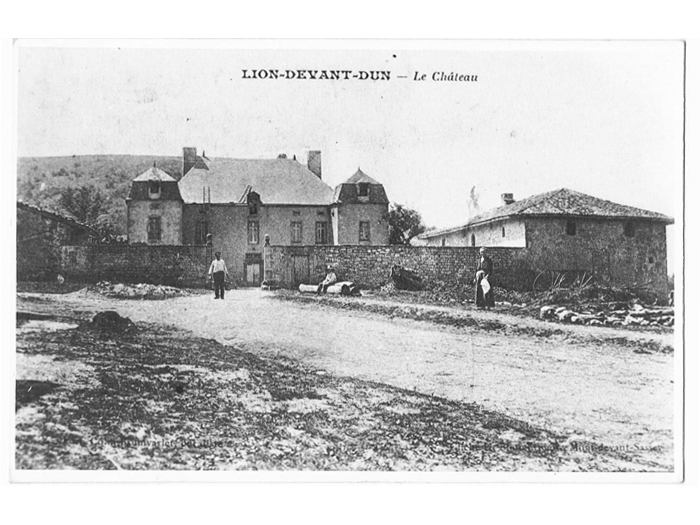
Carte postale ancienne du château de Lion.

Le château est au fond d'une cour rectangulaire entourée de murs. Le château fut restauré en 1700. Tout autour se trouvent les dépendances du château, les engrangements et les écuries. Le château de son lieu-dit la Sassée, a une construction massive, flanquée de tourelles féodales. Son emplacement, dominant le village, indique la somptueuse demeure du seigneur d'autrefois et impose le respect. En l'an 1698, le château appartenait à messire Jean Tille de Genty, seigneur et écuyer de Tailly, et à dame Marie-Anne de Vion son épouse. De l'an 1783 à 1810, le château appartenait toujours à la famille Léonard de Saint Cyr, retirée en 1810 à Saint-Nicolas-de-Port. À dater de 1811, le château passe à la famille Derobe.

### Première Guerre mondiale 1914-1918
Le village de Lion, par sa situation géographique, presque frontalière, a dû subir, comme tous les villages lorrains, fin août 1914, la botte de l'envahisseur allemand. Par mesure de précaution, l'autorité militaire avait donné ordre en date du 1er août 1914, de convoquer tous les réservistes frontaliers, pour une période d'instruction d'une durée illimitée. À minuit, un agent local de la commune, chargé de convoquer verbalement les réservistes appelés, frappe avec brutalité aux portes pour alerter la population. Les réservistes sont partis à deux heures du matin, suivant l'ordre du fascicule de mobilisation en garde de Dun-Doulcon, distante de cinq kilomètres. Ils sont partis de Dun à 4 h du soir. L'occupation a été très dure ; toutes les personnes en âge de travail de quatorze à soixante ans étaient réquisitionnées pour des travaux de cultures et autres, par deux appels par jour, suivis de punitions ou de prison s'il y avait absence. Le maire de la commune de l'époque, M. Huguenin, a été remplacé par un autre maire désigné par les Allemands. Il est à retracer avec éloges, et avec fierté, les cas nombreux de dévouement de la part des habitants du village, qui au risque de leur vie ou de la déportation, se relayaient pour ravitailler pendant plusieurs mois, des Français, soldats rescapés de la bataille de Brandeville, soldats de la garnison de Montmédy, réfugiés dans la forêt de la Woëvre, espérant toujours pouvoir regagner les lignes sur Verdun.

## Politique et administration

### Liste des maires
Depuis 1945, sept maires se sont succédé :
| Période   | Période   | Identité                                      | Étiquette | Qualité |
| --------- | --------- | --------------------------------------------- | --------- | ------- |
| 1945      | 1959      | Émile Denis                                   |           |         |
| 1959      |           | Louis Picard                                  |           |         |
|           |           | Lambert Amouroux                              |           |         |
|           |           | Jeannine Pasquis                              |           |         |
|           |           | René Grandjean                                |           |         |
| juin 1995 | mars 2008 | Patrick L'Honoré                              |           |         |
| mars 2008 | mars 2014 | Alain Brochet                                 |           |         |
| mars 2014 | En cours  | Daniel Windels Réélu pour le mandat 2020-2026 |           |         |

### Jumelages
Au 11 novembre 2013, Lion-devant-Dun n'est jumelée avec aucune autre commune.

## Population et société

### Démographie

#### Évolution démographique
L'évolution du nombre d'habitants est connue à travers les recensements de la population effectués dans la commune depuis 1793. Pour les communes de moins de 10 000 habitants, une enquête de recensement portant sur toute la population est réalisée tous les cinq ans, les populations de référence des années intermédiaires étant quant à elles estimées par interpolation ou extrapolation. Pour la commune, le premier recensement exhaustif entrant dans le cadre du nouveau dispositif a été réalisé en 2006.

En 2022, la commune comptait 178 habitants, en évolution de +5,33 % par rapport à 2016 (Meuse : −4,4 %, France hors Mayotte : +2,11 %).
| 1793 | 1800 | 1806 | 1821 | 1831 | 1836 | 1841 | 1846 | 1851 |
| ---- | ---- | ---- | ---- | ---- | ---- | ---- | ---- | ---- |
| 624  | 596  | 645  | 715  | 741  | 753  | 747  | 718  | 727  |

| 1856 | 1861 | 1866 | 1872 | 1876 | 1881 | 1886 | 1891 | 1896 |
| ---- | ---- | ---- | ---- | ---- | ---- | ---- | ---- | ---- |
| 638  | 630  | 630  | 575  | 565  | 514  | 464  | 427  | 423  |

| 1901 | 1906 | 1911 | 1921 | 1926 | 1931 | 1936 | 1946 | 1954 |
| ---- | ---- | ---- | ---- | ---- | ---- | ---- | ---- | ---- |
| 404  | 395  | 363  | 299  | 298  | 289  | 251  | 204  | 223  |

| 1962 | 1968 | 1975 | 1982 | 1990 | 1999 | 2006 | 2011 | 2016 |
| ---- | ---- | ---- | ---- | ---- | ---- | ---- | ---- | ---- |
| 226  | 211  | 173  | 163  | 131  | 152  | 178  | 168  | 169  |

| 2021 | 2022 | - | - | - | - | - | - | - |
| ---- | ---- | - | - | - | - | - | - | - |
| 175  | 178  | - | - | - | - | - | - | - |

#### Pyramide des âges
La population de la commune est relativement jeune.
En 2018, le taux de personnes d'un âge inférieur à 30 ans s'élève à 34,3 %, soit au-dessus de la moyenne départementale (32,4 %). À l'inverse, le taux de personnes d'âge supérieur à 60 ans est de 27,2 % la même année, alors qu'il est de 29,6 % au niveau départemental.
En 2018, la commune comptait 84 hommes pour 85 femmes, soit un taux de 50,3 % de femmes, légèrement inférieur au taux départemental (50,49 %).
Les pyramides des âges de la commune et du département s'établissent comme suit.
| Hommes | Classe d’âge | Femmes |
| ------ | ------------ | ------ |
| 0,0    | 90 ou +      | 1,2    |
| 4,8    | 75-89 ans    | 9,4    |
| 17,9   | 60-74 ans    | 21,2   |
| 28,6   | 45-59 ans    | 22,4   |
| 14,3   | 30-44 ans    | 11,8   |
| 21,4   | 15-29 ans    | 18,8   |
| 13,1   | 0-14 ans     | 15,3   |

| Hommes | Classe d’âge | Femmes |
| ------ | ------------ | ------ |
| 0,8    | 90 ou +      | 2,2    |
| 7,6    | 75-89 ans    | 11     |
| 20,2   | 60-74 ans    | 20,5   |
| 20,6   | 45-59 ans    | 20     |
| 17,4   | 30-44 ans    | 16,8   |
| 16,7   | 15-29 ans    | 13,6   |
| 16,8   | 0-14 ans     | 15,8   |

### Enseignement
La commune n'administre ni école maternelle ni école élémentaire communales.

## Économie

### Revenus de la population et fiscalité
En 2010, le revenu fiscal médian par ménage était de 24 565 €, ce qui plaçait Lion-devant-Dun au 23 898e rang parmi les 31 525 communes de plus de 39 ménages en métropole.

### Emploi
En 2009, la population âgée de 15 à 64 ans s'élevait à 116 personnes, parmi lesquelles on comptait 66,1 % d'actifs dont 60,6 % ayant un emploi et 5,5 % de chômeurs.
On comptait 12 emplois dans la zone d'emploi, contre 16 en 1999. Le nombre d'actifs ayant un emploi résidant dans la zone d'emploi étant de 70, l'indicateur de concentration d'emploi est de 16,6 %, ce qui signifie que la zone d'emploi n'offre qu'un emploi pour six habitants actifs.

### Entreprises et commerces
Au 31 décembre 2010, Lion-devant-Dun comptait 15 établissements : huit dans l’agriculture-sylviculture-pêche, un dans l'industrie, un dans la construction, quatre dans le commerce-transports-services divers et un était relatif au secteur administratif.
En 2011, 2 entreprises ont été créées à Lion-devant-Dun.

## Culture locale et patrimoine

### Lieux et monuments

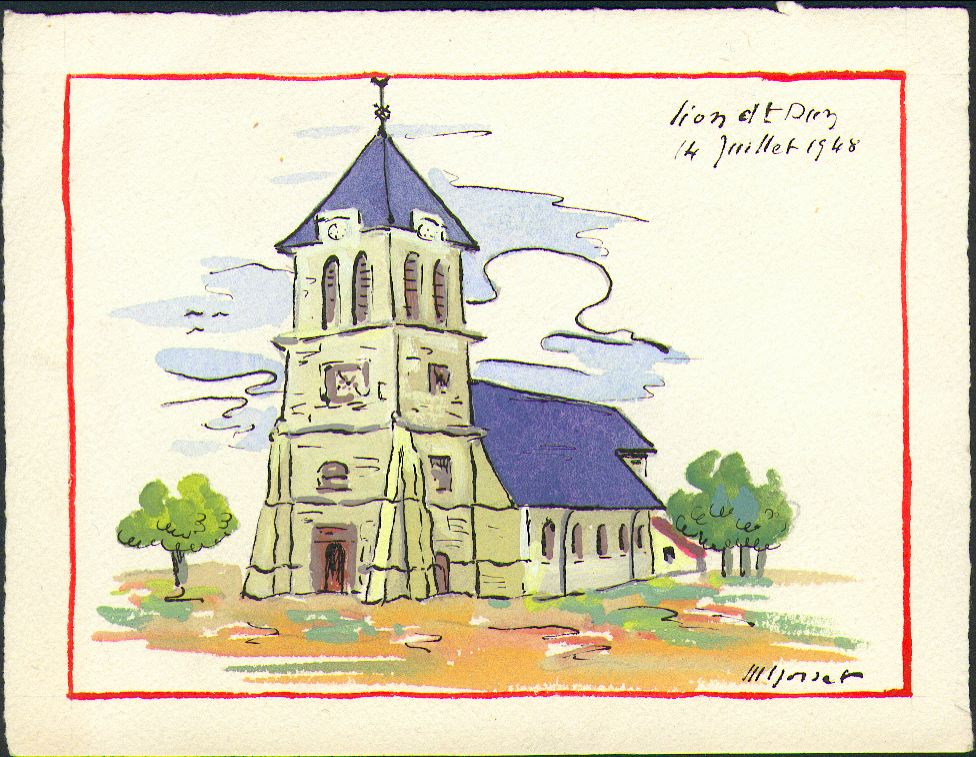
L'église : aquarelle de Marie-Louise Josset - 1948.

- Le village a trois sorties, et une croix se dressait à chacune : la croix Blanche, la croix d'Eurobe et la croix d'Israle.
- Le château est une bâtisse flanquée de deux tours carrées. C'est aussi une ferme, que possédait la famille Valeur. Marie Valeur, la dernière propriétaire et seule survivante de la famille, fit don du château à la famille Picard, en remerciement du soin que Valérie Picard avait pris d'elle durant la Seconde Guerre mondiale.
- Le cimetière renferme dans son enclos de nombreuses tombes très anciennes. Les deux très vieux marronniers qui en encadraient l'entrée ont été abattus sur instruction du maire Réné Grandjean dans les années 1990.
- Sur la côte Saint-Germain, on peut voir le monument américain commémorant le régiment qui libéra le village en 1918, on peut voir une vue panoramique du haut de sa crête.
- En 1706, l'église comprenait la nef et le chœur ; le chœur est doté de riches sculptures classées, son plafond est orné de sculptures qui représentent « le paradis », « le purgatoire » et « l'enfer » ; dans l'église, on trouve des statues de sainte Marie-Madeleine et de sainte Anne ; au centre le Christ grandeur nature fixé sur une croix monumentale. Il y a aussi une statue de saint Maur. La tour de l'église, fut construite en 1766 par les frères Médar (les frères Médar étaient entrepreneurs de maçonnerie à Lion).

### Personnalités liées à la commune
- Oscar Forget, qui fut secrétaire de mairie, a écrit une Histoire de Lion-devant-Dun sous forme d'un cahier écrit à la main en trois ou quatre exemplaires. Par ailleurs, il a laissé un cahier de mémoire dont le texte est disponible sur une partie bientôt consacrée sur wikipedia ou ici.
- Père René, Emile Josset (1909 - 2001), originaire de Lion-devant-Dun. Il est à l'origine de la lunette astronomique qui se trouve à l'Observatoire de l'Alifant. C'est la plus grande lunette amateur historique d'Europe disponible pour le public.

### Héraldique
| Blason de Lion-devant-Dun | Blason  | D’azur à une tête de lion d’or accostée de deux vergettes alésées et nouées d’argent ; vêtu en chef de gueules aux deux poignards romains (pugios) d’argent ornés d’or abaissés et posés celui de dextre en barre, celui de senestre en bande. |
| Blason de Lion-devant-Dun | Détails | Armoiries composées et dessinées par Robert, André LOUIS et Dominique LACORDE. Adoptées par la commune le 03 avril 2019. |